# 1533
- Wikisource

| Calendário gregoriano                                                        | 1533 MDXXXIII                                        |
| Ab urbe condita                                                              | 2286                                                 |
| Calendário arménio                                                           | 982 – 983                                            |
| Calendário bahá'í                                                            | -311 – -310                                          |
| Calendário budista                                                           | 2077                                                 |
| Calendário chinês                                                            | 4229 – 4230 Início a 26 de janeiro (aproximadamente) |
| Calendário copta                                                             | 1249 – 1250                                          |
| Calendário etíope                                                            | 1525 – 1526                                          |
| Calendários hindus - Vikram Samvat - Calendário nacional indiano - Cáli Iuga | 1588 – 1589 1454 – 1455 4633 – 4634                  |
| Calendário Holoceno                                                          | 11533                                                |
| Calendário islâmico                                                          | 939 – 941                                            |
| Calendário judaico                                                           | 5293 – 5294                                          |
| Calendário persa                                                             | 911 – 912                                            |
| Calendário rúnico                                                            | 1783                                                 |
| Calendário solar tailandês                                                   | 2076                                                 |

1533 (MDXXXIII, na numeração romana) foi um ano comum do século XVI do Calendário Juliano, da Era de Cristo, e a sua letra dominical foi E (52 semanas), teve início a uma quarta-feira, terminou também a uma quarta-feira.
| Ano completo                        |
| ----------------------------------- |
| Ano comum com início à quarta-feira |

## Eventos
- A pedido de D. João III de Portugal, o papa Clemente VII criou o bispado de São Miguel, mas faleceu antes de a bula respectiva ter sido expedida. No ano seguinte, o recém-eleito papa Paulo III, pela bula Aequum reputamus, erigiu o bispado de São Salvador do Mundo, dando-lhe por catedral a Sé Catedral de Angra do Heroísmo na cidade de Angra do Heroísmo.
- Casamento dos povoadores Fernão Branco e Tiaga Nunes na ilha do Porto Santo.
- Elevação do Porto Moniz na ilha da Madeira à categoria de freguesia.
- Edificação da Igreja paroquial de Santa Cruz na ilha da Madeira, tendo sido ampliada em 1686.
- Primeiro inventário dos bens da Sé do Funchal - referência aos castiçais manuelinos.
- Foi anunciada, a submissão do clero católico inglês ao poder do monarca e foram abolidos todos os pagamentos de rendas e taxas ao papa.
- Fundação da cidade de Zinkiv , atualmente pertencente a Ucrânia.
- 25 de Janeiro - Casamento de Henrique VIII de Inglaterra com Ana Bolena
- 30 de Janeiro - Confirmação, por mercê, da capitania da Praia, ilha Terceira, Açores a Antão Martins da Câmara.
- 31 de Janeiro - Elevação do Bispado do Funchal a Arcebispado.
- 18 de Fevereiro - Aprovada a ordem dos barnabitas (Clérigos Regulares de São Paulo) (CRSP)
- 11 de Julho - Henrique VIII é excomungado pelo Papa Clemente VII
- 28 de Outubro - Casamento de Henrique II de França com Catarina de Médicis

## Nascimentos
- Janeiro
  - 02 de Janeiro - Johannes Major, teólogo luterano e humanista alemão (m. 1600).
  - 06 de Janeiro - Timotheus Kirchner, teólogo luterano alemão (m. 1587).
  - 14 de Janeiro - Balthasar Bidembach, teólogo luterano alemão (m. 1578).
  - 28 de Janeiro - Paul Luther, médico alemão e filho de Martinho Lutero (m. 1593). Paul Luther (1533-1593)
- Fevereiro

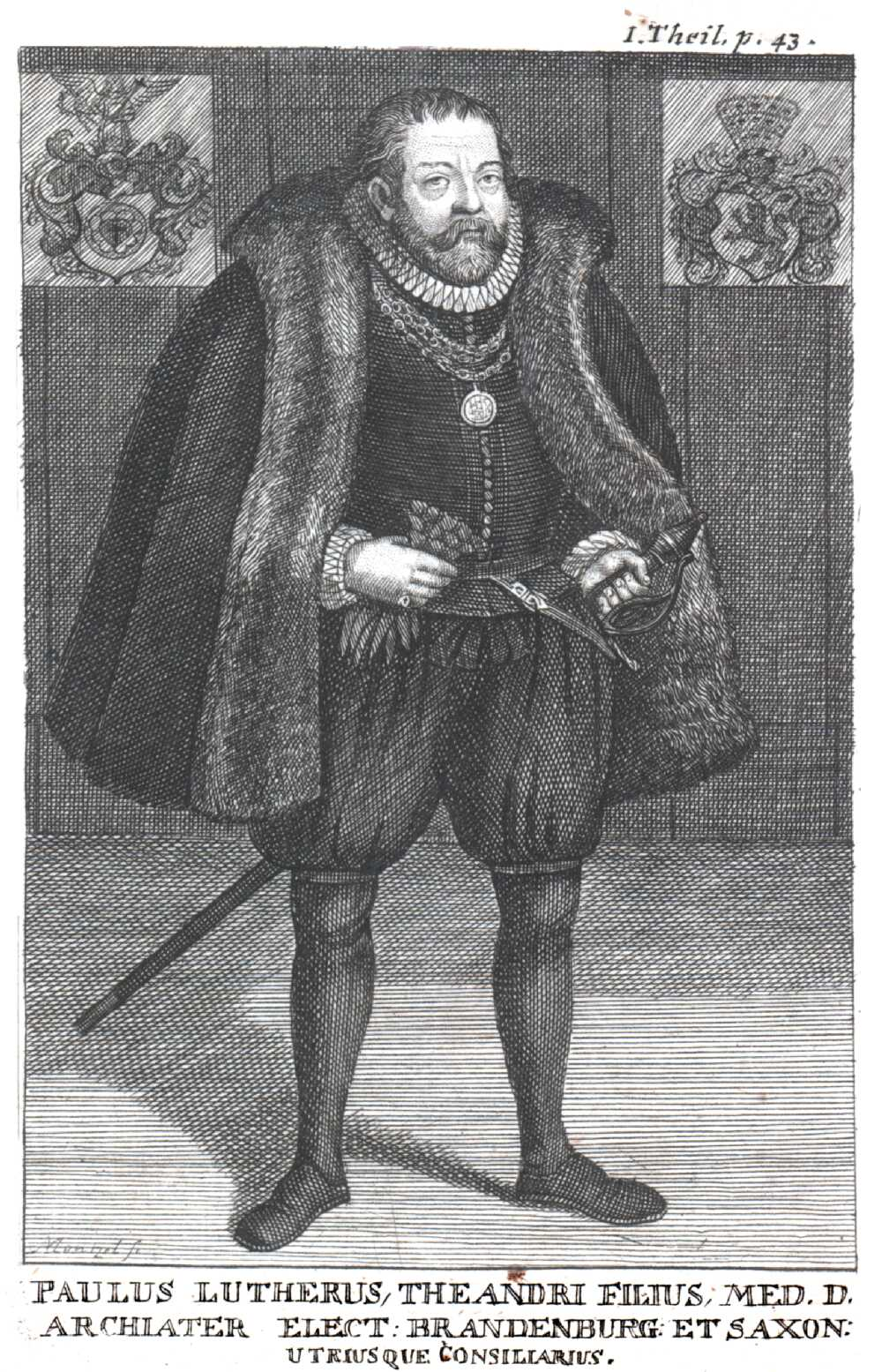
Paul Luther (1533-1593)

  - 05 de Fevereiro - András Dudith, bibliófilo, humanista, diplomata e teólogo luterano húngaro (m. 1589).
  - 09 de Fevereiro - Shimazu Takahisa, samurai japonês (m. 1611).
  - 14 de Fevereiro - Christian Kruik van Adrichem, sacerdote holandês e autor da obra: Vita Jesu Christi (1578) (m. 1585).
  - 15 de Fevereiro - Albrecht X., Conde de Barby (m. 1595).
  - 22 de Fevereiro - Péter Bornemisza, teólogo evangélico, pregador e publicista húngaro (m. 1584).
  - 28 de Fevereiro - Michel de Montaigne, filósofo e ensaísta francês (m. 1592). Michel de Montaigne (1533-1592)
- Março

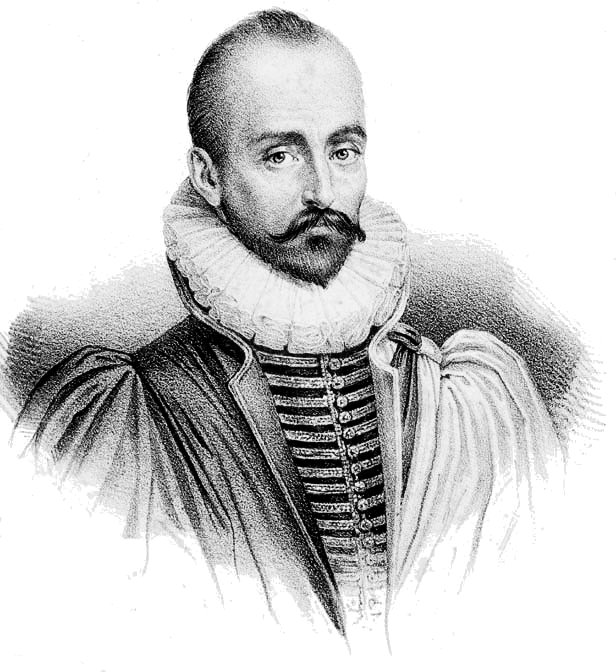
Michel de Montaigne (1533-1592)

  - 10 de Março - Francesco III Gonzaga, Duque de Mântua (m. 1550).
  - 25 de Março - Johann Castolus Hunn, administrador do monastério luteran em Maulbronn (m. 1578).
  - 25 de Março - Felipe de Aviz, Infante de Portugal, filho de João III, Rei de Portugal e Algarves (m. 1539).
- Abril
  - 08 de Abril - Claudio Merulo, Claudio Meriotti, também conhecido como Claudio da Corregio, organista e publicista italiano (m. 1604). Cláudio Mérulo
(1533-1604)

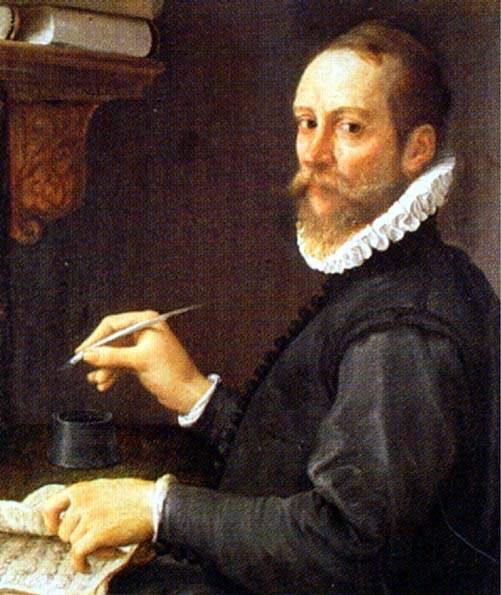
Cláudio Mérulo
(1533-1604)

  - 10 de Abril - Stephan Heinrich, Conde de Eberstein, diplomata alemão (m. 1613).
  - 22 de Abril - Georg, Conde de Khevenhüller, governador da Caríntia (m. 1587). Georg von Khevenhüller (1533-1587)

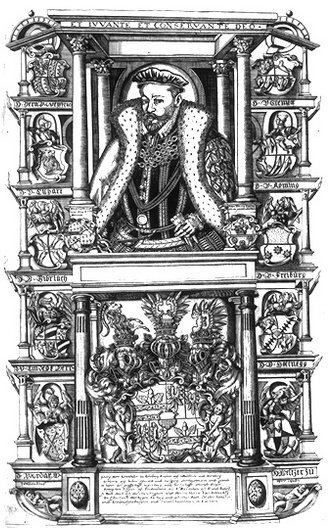
Georg von Khevenhüller (1533-1587)

  - 23 de Abril - Georg I, Conde de Leiningen, (m. 1586).
  - 24 de Abril - Guilherme I, O Taciturno, Willem van Oranje, Conde de Nassau (m. 1584).
- Maio
  - 02 de Maio - Philipp II, Duque de Braunschweig-Grubenhagen, (m. 596 ).
  - 18 de Maio - Johannes Caselius, humanista, filósofo e professor da Universidade de Rostock (m. 1613).  Johannes Caselius (1533-1613)

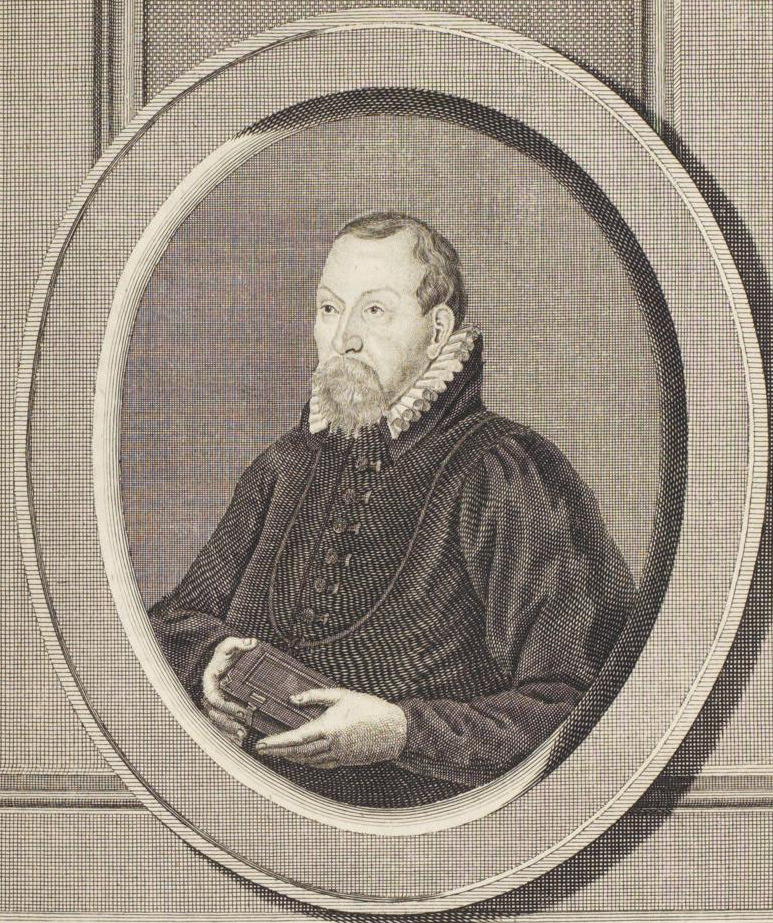
Johannes Caselius (1533-1613)

  - 24 de Maio - Johann Baptist Fickler, jurista alemão (m. 1610).
- Junho
  - 04 de Junho - Heinrich, Duque de Braunschweig-Dannenberg, Duque de Braunschweig-Wolfenbüttel (m. 1597).
  - 14 de Junho - Borsos Tamás, embaixador e príncipe húngaro (m. 1633).
- Julho
  - 07 de Julho - Samuel Heiland, filósofo, teólogo e pedagogo alemão (m. 1592).
  - 10 de Julho - Antonio Possevino, jesuíta e pedagogo italiano (m. 1611).
  - 29 de Julho - Sibille Hentz, esposa do médico alemão Johannes Vischer (1524-1587) (m. 1586).
- Agosto
  - 02 de Agosto - Théodore Zwinger, O Velho, médico e erudito suíço (m. 1588).
  - 07 de Agosto - Alonso de Ercilla y Zúñiga, poeta épico espanhol radicado no Chile (m. 1594).
  - 07 de Agosto - Valentin Weigel , teólogo e filósofo alemão (m. 1588).
  - 19 de Agosto - Marcus Sittikus von Hohenems I, cardeal e bispo de Constança (m. 1595).
- Setembro
  - 02 de Setembro - Fridericus Penicillus, Pai, Friedrich Pensold, professor de grego (m. 1589).
  - 05 de Setembro - Jacopo Zabarella, filósofo italiano (m. 1589).
  - 07 de Setembro - Elizabeth I, Rainha da Inglaterra, (m. 1603).
  - 13 de Setembro - Francesco Adorno, religioso italiano da Companhia de Jesus, emigrou para o Brasil na metade do século XVI. (m. 1586).
  - 15 de Setembro - Catarina da Áustria, Rainha da Polônia (m. 1572).
  - 27 de Setembro - István Báthory, Ştefan Báthory, Rei da Polônia (m. 1586).
- Outubro
  - 06 de Outubro - Anna, Duquesa de Curland (m. 1602).
  - 09 de Outubro - Heinrich V von Plauen, Burgrave de Reuss on Meissen (m. 1568).
  - 12 de Outubro - Yoshikage Asakura, daimyō japonês (m. 1573).
  - 16 de Outubro - Gallus Dreßler, compositor e teórico musical (m. 1580).
  - 21 de Outubro - Thibault Métezeau, arquiteto francês (m. 1596).
  - 30 de Outubro - Prospero Farinacci, jurista italiano (m. 1618).
  - 30 de Outubro - Yuri, Príncipe de Uglitsch, filho de Basílio III de Moscou (1479-1533) (m. 1563).
- Novembro
  - 19 de Novembro - Otto, Conde de Isenburg, filho de Johann V von Isenburg-Büdingen (1476-1533) (m. 1553).
  - 22 de Novembro - Afonso II d'Este, Duque de Módena, Ferrara e Réggio (m. 1597).
- Dezembro
  - 01 de Dezembro - Basilius Amerbach, jurista alemão (m. 1591).
  - 13 de Dezembro - Erik XIV Wasa, Rei da Suécia, (m. 1577).
  - 15 de Dezembro - Owen Lewis, bispo católico galês (n. 1595).

## Mortes
- Janeiro
  - 31 de Janeiro - Jakobus Kobelius, matemático, jurista, editor e livreiro alemão (n. 1462).
  - 31 de Janeiro - Ludovica degli Albertoni, beata italiana (n. 1474).
- Março
  - 07 de Março - Wolfgang Egenolf Dachstein, compositor e organista alemão (n. 1487). Ludovico Ariosto (1474-1533)

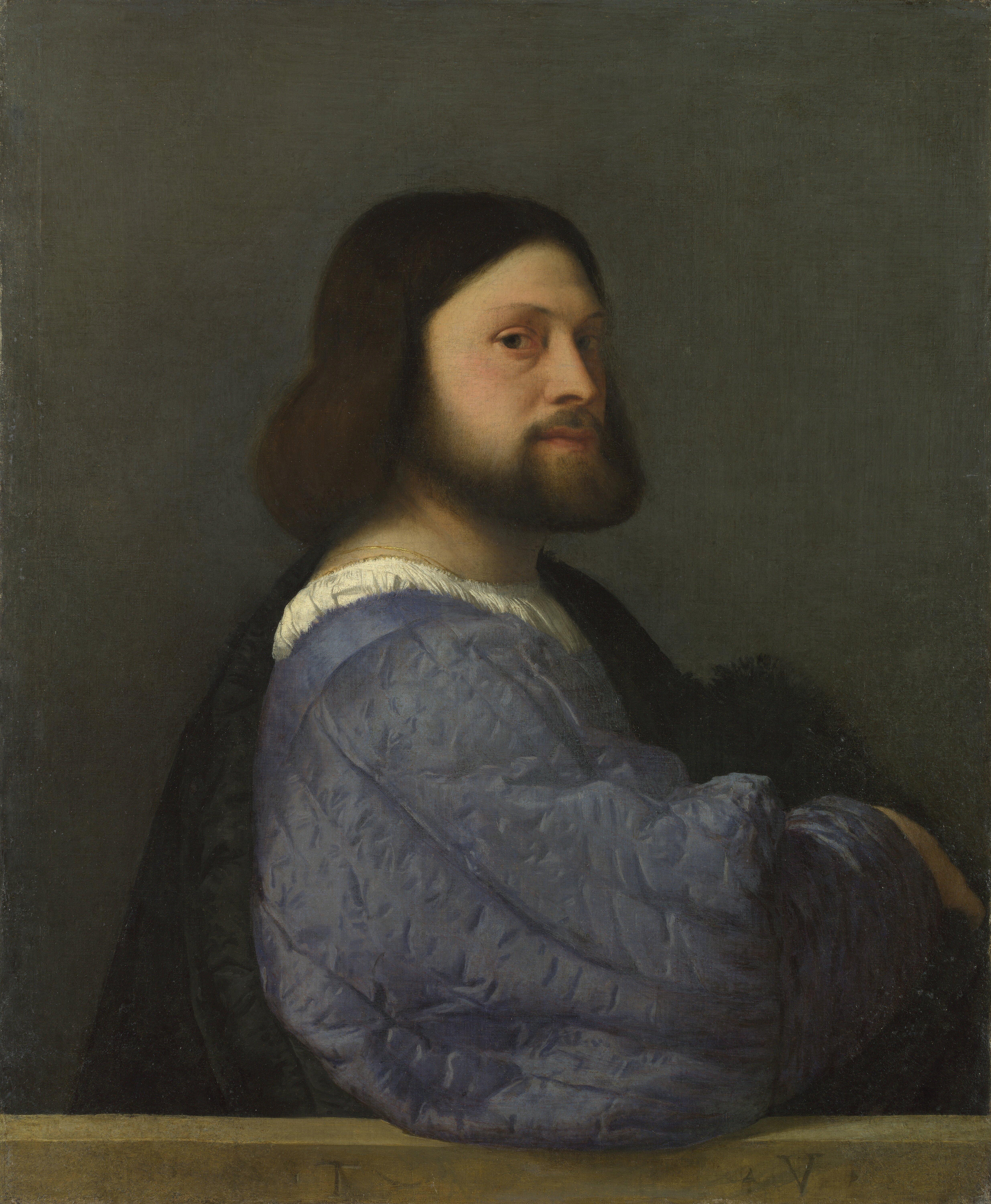
Ludovico Ariosto (1474-1533)

  - 15 de Março - Jan Pašek z Vratu, primeiro prefeito de Praga (n. 1469).
  - 16 de Março - John Bourchier, 2º Barão Beners, diplomata, chefe de estado e tradutor inglês (n. 1467).
- Abril
  - 13 de Abril - Jancko Douwama, líder revolucionário e memorialista frísio (n. 1482).
  - 28 de Abril - Nicholas West, bispo e diplomata inglês (n. 1461).
- Maio
  - 08 de Maio - Jean V de Levis, Barão de Mirepoix, embaixador da França na Espanha (n. 1475).
  - 18 de Maio - Johann III, Conde de Wied (n. 1475).
  - 18 de Maio - Johann V, Conde de Isenburg-Budingen (n. 1476).
  - 31 de Maio - Ambrosius Ehinger, também conhecido como Ambrosius Dalfinger, conquistador alemão da Venezuela (n. 1500).
- Junho
  - 20 de Junho - Konrad Sam, teólogo e reformador alemão (n. 1483).
  - 25 de Junho - Mary Tudor, princesa da Inglaterra, esposa de Luís XII da França (n. 1495).  Mary Tudor (1496-1533)

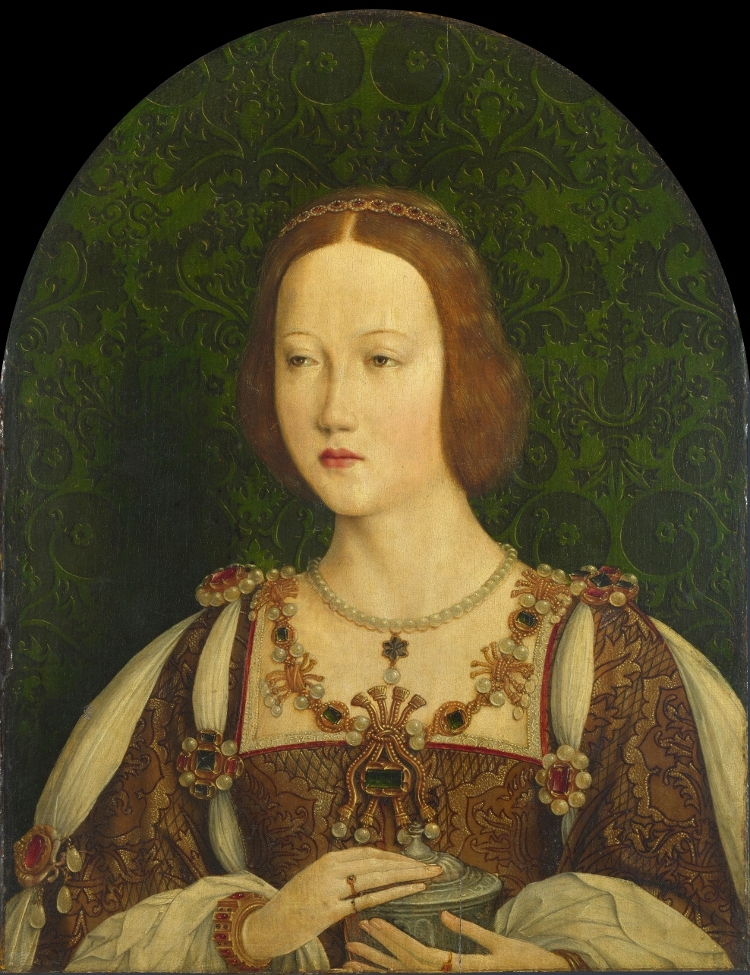
Mary Tudor (1496-1533)

  - 26 de Junho - Sebastian Hofmeister, Sebastian Oeconomus, reformador religioso suíço (n. 1476).
- Julho
  - 06 de Julho - Ludovico Ariosto, cognominado O Homero Italiano, poeta épico italiano (n. 1474).
  - 10 de Julho - Mary Hungerford, baronesa inglesa e filha de Thomas Hungerford of Rowden (†1469) (n. 1467).
  - 18 de Julho - Martin Plantsch, Professor de Teologia da Universidade de Tubinga|Universidade de Tübingen]] (n. 1460).
  - 26 de Julho - Atahualpa, governante inca morto pelos conquistadores espanhóis (n. 1502).
- Agosto
  - 08 de Agosto - Lucas van Leyden, gravador holandês (n. 1489).
- Setembro
  - 06 de Setembro - Jakopo Salviati, político italiano casado com a prestigiosa Lucrezia de' Medici (1470-1553) (n. 1461).
  - 17 de Setembro - Filipe I de Baden,  (n. 1479).
  - 20 de Setembro - Antonio Maria Ciocchi del Monte, cardeal e arcebispo de Manfredonia (n. 1461).
  - 20 de Setembro - Nicolau de Liége, Nicolas Champion também conhecido como Nicolas Liégeois, compositor franco-flamengo. (n. 1475).
  - 20 de Setembro - Veit Stoß, escultor, gravador e pintor alemão (n. 1447).  Veit Stoß (1447-1533)

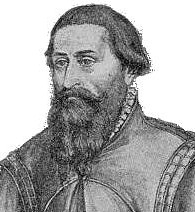
Veit Stoß (1447-1533)

  - 24 de Setembro - Jean d'Orléans-Longueville, arcebispo de Toulouse e bispo de Orléans (n. 1484).
  - 25 de Setembro - Friedrich VII. Behaim, senador e conselheiro de guerra alemão (n. 1491).
- Outubro
  - 10 de Outubro - Severino da Saxônia, príncipe e filho de Henrique, O Pio, Duque da Saxônia (1473-1541) (n. 1522).
  - 13 de Outubro - Johann Eberlin von Günzburg, teólogo, panfletista e reformador religioso alemão (n. 1465).
  - 16 de Outubro - Gianfrancesco Pico della Mirandola, filósofo italiano e sobrinho de Giovanni Pico della Mirandola (n. 1470).
  - 18 de Outubro - Jacob Cornelisz van Oostsanen, pintor e xilogravador holandês (n. 1470).
  - 30 de Outubro - Yuri, Príncipe de Uglitsch, filho de Basílio III de Moscou (1479-1533) (m. 1479).
- Novembro
  - 11 de Novembro - Pieter Gillis , Petrus Ægidius, humanista e impressor belga (n. 1486).
  - 17 de Novembro - Hans Wertinger, ilustrador, pintor e projetista alemão (n. 1465).
  - 25 de Novembro - Felipe de Savóia, Barão de Faucigny (1514-33), Marquês de Saint-Sorlin, Duque de Nemours, bispo de Genebra (n. 1490).
- Dezembro
  - 03 de Dezembro - Basílio III, grão-príncipe de Moscou (n. 1479). Basílio III (1479-1533)

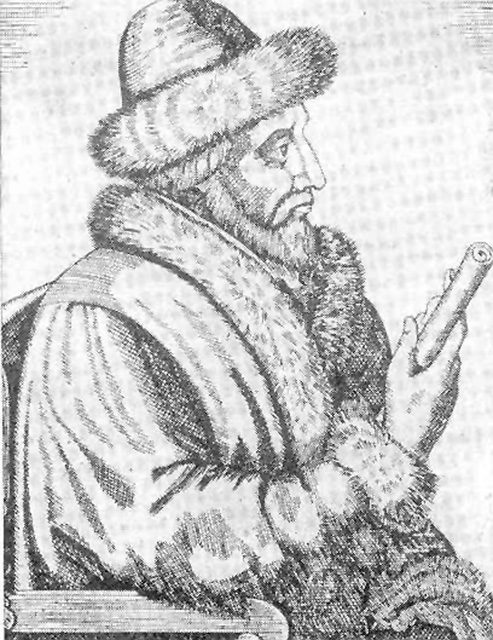
Basílio III (1479-1533)

  - 14 de Dezembro - Christian Döring, livreiro e reformador alemão (n. 1490).
  - 27 de Dezembro - Anna zur Lippe, casada com Otto, Conde de Hoya (c.1423-1497) (n. 1454).

## Por tema
- 1533 no Brasil
- 1533 na literatura